# Лермонтов 200 по встречной
«Лермонтов 200 по встречной» — мультижанровый трибьют-альбом, изданный специально к 200-летию поэта Михаила Юрьевича Лермонтова. Цифровой релиз выпущен российским лейблом Fancy Music 3 октября 2014 года, в день рождения поэта по старому стилю. CD-версия выйдет в качестве двойного альбома 15 октября 2014. Художественный руководитель и автор идеи проекта — внук Юрия Визбора, композитор Юра Лобиков, являющийся также актёром и музыкальным руководителем театра «Седьмая студия» Кирилла Серебренникова.
В релиз входят 32 трека в разных жанрах — от инди-попа, фолка, регги до инструментального авангарда и разных направлений рока, включая панк-рок и дум-метал. Большинство песен написаны специально для этой компиляции.
Среди участников — Пётр Налич, Маша Макарова (группа «Маша и медведи»), Игорь Григорьев (песня «Никого не люблю» с альбома «Корнукопия» 2011), Мириам Сехон (солистка ВИА «Татьяна» и Race To Space) Нани Ева (шоу «Голос» Первый канал), группа «Фруктовый кефир», Герберт Моралес и Jah Division, композиторы Сергей Загний и Александр Маноцков, Radio Kamerger (лауреаты конкурса «Пять звёзд» в Ялте), Катя Павлова (вокалистка и басистка, группы «Окуджав» и «Обе две»), петербургский инди-фолк исполнитель Malinen, финская дум-метал группа Kypck (песня «Демон» с альбома «Черно», 2008), шотландский бард Томас Бивитт и актёры московского «Гоголь-центра».

## Предыстория
В рамках учебных заданий от Кирилла Серебренникова и Александра Маноцкова и работы над драматической постановкой «Герой нашего времени» актёры труппы «Седьмая студия», выросшей из актёрско-режиссёрского курса Кирилла Серебренникова в Школе-студии МХАТ, Лобиков написал песню «Парус», а Роман Шмаков — «Молитва». Летом 2014 Лобиков увидел видео, в котором канадская певица Grimes по-русски читает стихотворение Лермонтова «И скучно и грустно» и написал для неё песню. Клер Буше заинтересовалась, но не смогла найти время для записи песни. На альбоме этот трек поёт актриса «Гоголь-Центра» Мария Селезнёва.

## Работа над релизом
Сроки подготовки компиляции были настолько сжатые, что у некоторых музыкантов было от пары недель до нескольких дней на то, чтобы сочинить песню, записать и осуществить сведение своей фонограммы. По этой причине часть артистов не смогла принять участие в проекте, в том числе, Найк Борзов.
Полностью готовы были две ранее изданные фонограммы: «Никого не люблю» Игоря Григорьева (альбом «Корнукопия», 2011) и «Демон» финской дум-метал группы KYPCK (альбом «Черно», 2008). Также были сочинены, но не записаны «Узник» Маши Макаровой и песня «Давай-давай» регги-исполнителя Ромы ВПР, в основе которой лежит полный текст стихотворения «Узник» А. С. Пушкина.
Чтобы отдать дань уважения шотландским корням поэта (легенда о предсказателе, поэте и певце Томасе Рифмаче Лермонте, реально существовавшей исторической личности, лежит в основе шотландской литературы), был приглашен шотландский бард и переводчик Томас Бивитт.

### Использованные стихотворения Лермонтова
Всего было использовано 26 стихотворений. Среди них — «И скучно и грустно», «Прощай, немытая Россия…», «Звезда», «Небо и звёзды», «Из Гёте» («Горные вершины…»), «Ангел», «Кавказ», «Любовь мертвеца», «…Что толку жить!.. Без приключений…», «Опасение», «Желание», «Воздушный корабль», «Молитва» («В минуту жизни трудную…»), «Совет», «Поцелуями прежде считал…», «Смело верь тому, что вечно…», «На серебряные шпоры…», «Я не хочу, чтоб свет узнал…», «Для чего я не родился…».
Три песни написаны на стихотворение «Выхожу один я на дорогу». Одну из них исполняет актриса «Гоголь-Центра» Светлана Мамрешева (музыка в соавторстве с Юрой Лобиковым). Две версии записаны на разные переводы стихотворения на английский: в песне «Dialogue» санкт-петербургской инди-фолк-группы Malinen за основу взят перевод Евгения Соколовского, а композиция панк-рок-группы Carrying Goodness «I Come Out To The Path Alone» основана на переводе Евгения Бонвера.
По два раза используются также стихотворения «Парус» (Юра Лобиков vs. китайская актриса «Гоголь-Центра» Ян Гэ, сочинившая мелодию на китайский перевод текста), «Весна» (Нани Ева vs. группа актёра «Гоголь-Центра» Димы Жука IDEEM) и «Демон» (финская дум-метал группа KYPCK vs. молодая группа «Фивы» из Санкт-Петербурга).
Две композиции — инструментальные, в них не используется непосредственно текст: «Vertical Antistars» композитора Сергея Загния является сыгранными на рояле рисунками парусов на нотном стане, а «Death of the Poet» — фантазия джазового квартета Константина Ионенко о стихотворении «Смерть Поэта».
Замыкает компиляцию «сравнительный анализ» двух «Узников» в жанрах рок и реггей.

## Список композиций
| №                   | Название                   | Исполнитель                                 | Длительность |
| ------------------- | -------------------------- | ------------------------------------------- | ------------ |
| 1.                  | «Звезда»                   | Геринельдо Мелькиадес                       | 4:42         |
| 2.                  | «Dialogue»                 | Malinen                                     | 2:49         |
| 3.                  | «Выхожу один я на дорогу»  | Светлана Мамрешева, Юрий Лобиков            | 1:48         |
| 4.                  | «Молитва»                  | Мириам Сехон, Роман Шмаков                  | 2:44         |
| 5.                  | «Весна»                    | Нани Ева                                    | 3:52         |
| 6.                  | «k@vk@z»                   | ::vtol::                                    | 2:09         |
| 7.                  | «Аггел»                    | Фивы                                        | 4:23         |
| 8.                  | «Пускай могильною землею…» | Пётр Налич                                  | 2:17         |
| 9.                  | «Vertical Antistars»       | Сергей Загний                               | 8:31         |
| 10.                 | «Комическая разрядка № 1»  | Юрий Лобиков                                | 1:18         |
| 11.                 | «Небо и звёзды»            | Катя Павлова, Courage Quartet, Юрий Лобиков | 1:55         |
| 12.                 | «Опасение»                 | Василий Уриевский                           | 2:27         |
| 13.                 | «Горные вершины»           | Александр Маноцков                          | 1:40         |
| 14.                 | «Парус»                    | Юрий Лобиков                                | 1:34         |
| 15.                 | «Yearning»                 | Томас Бивитт                                | 2:41         |
| 16.                 | «Воздушный корабль»        | Герберт Моралес & Jah Divizion              | 5:43         |
| Общая длительность: | Общая длительность:        | Общая длительность:                         | 50:33        |

| №                   | Название                                  | Исполнитель                                  | Длительность |
| ------------------- | ----------------------------------------- | -------------------------------------------- | ------------ |
| 1.                  | «И скучно и грустно»                      | Маша Селезнёва, Юрий Лобиков                 | 3:38         |
| 2.                  | «Совет»                                   | Фруктовый кефир                              | 2:51         |
| 3.                  | «Никого не люблю»                         | Игорь Григорьев                              | 4:22         |
| 4.                  | «Вечно»                                   | Bicycle Mist                                 | 3:13         |
| 5.                  | «Весна»                                   | IDEEM                                        | 2:07         |
| 6.                  | «Демон»                                   | Курск                                        | 7:52         |
| 7.                  | «Engel»                                   | Gaya, Юрий Лобиков                           | 3:38         |
| 8.                  | «Комическая разрядка № 2»                 | Юрий Лобиков                                 | 1:19         |
| 9.                  | «Death of the Poet»                       | Konstantin Ionenko Quartet                   | 9:16         |
| 10.                 | «I Come Out to the Path Alone»            | Carrying Goodness                            | 2:28         |
| 11.                 | «Прощай»                                  | Роман Шмаков                                 | 3:01         |
| 12.                 | «Свет узнал»                              | Radio Kamerger                               | 2:46         |
| 13.                 | «Парус (帆)»                              | Ян Гэ (杨歌), Юрий Лобиков (优利亚-洛毕格夫) | 2:10         |
| 14.                 | «Комическая разрядка № 3»                 | Юрий Лобиков                                 | 1:20         |
| 15.                 | «Узник»                                   | Маша Макарова, НАБЕРЕГУРЕКИ                  | 3:55         |
| 16.                 | «Давай-давай ("Узник", Александр Пушкин)» | В.П.Р. и фестиваль всего на свете            | 3:48         |
| Общая длительность: | Общая длительность:                       | Общая длительность:                          | 57:44        |